# Жилая Шача
Жилая Шача — река в России, протекает в Буйском районе Костромской области. Устье реки находится в 133 км по правому берегу реки Кострома. Длина реки составляет 24 км, площадь водосборного бассейна 103 км².
Исток реки находится в лесу юго-восточнее посёлка Шушкодом в 19 км к северо-западу от города Буй. Течёт на юго-восток и восток. Протекает деревни Борисиково, Пигалицыно, Дор-Шача. Впадает в Кострому шестью километрами севернее центра города Буй.

## Данные водного реестра
По данным государственного водного реестра России относится к Верхневолжскому бассейновому округу, водохозяйственный участок реки — Кострома от истока до водомерного поста у деревни Исады, речной подбассейн реки — Волга ниже Рыбинского водохранилища до впадения Оки. Речной бассейн реки — (Верхняя) Волга до Куйбышевского водохранилища (без бассейна Оки).
Код объекта в государственном водном реестре — 08010300112110000012182.

## Топографические карты
- Лист карты O-37-XVIII Буй. Масштаб: 1 : 200 000. Состояние местности на 1972 год. Издание 1977 г.